# Лаос
Лаос (лаос. ລາວ), или званично Лаоска Народна Демократска Република (лаос. ສາທາລະນະລັດ ປະຊາທິປະໄຕ ປະຊາຊົນລາວ), држава је у југоисточној Азији без излаза на море. Лаос је окружен са (од севера, у смеру казаљке): Кином, Вијетнамом, Камбоџом, Тајландом и Мјанмаром. У Лаосу живи око 6,5 милиона људи. Главни и највећи град је Вијентијан, док је службени језик лаоски.
Садашњи Лаос прати свој историјски и културни идентитет до Лан Санга, који је постојао од 14. до 18. века као једно од највећих краљевстава југоисточне Азије. Због свог централног географског положаја у југоисточној Азији, краљевство је постало средиште копнене трговине и постало је економски и културно богато. Након периода унутрашњих сукоба, Лан Санг се раздвојио у три одвојена краљевства — Луанг Прабанг, Виентјан и Чампасак. Године 1893, три територије су се нашле под Француским протекторатом и уједињене су да би формирале оно што је данас познато као Лаос. Накратко је стекао независност 1945. након окупације Јапана, али Француска га је поново колонизовала док није стекао аутономију 1949. Лаос је постао независан 1953. године, успоставом уставне монархије под Сисаванг Вонгом. Након независности почео је грађански рат, током кога се испољио комунистички отпор, који је подржао Совјетски Савез, у борби против монархије која је касније дошла под утицај војних режима које су подржале Сједињене Државе. Након што је 1975. рат у Вијетнаму завршен, на власт је дошао комунистички Патет Лао, окончавши грађански рат. Лаос је био зависан од војне и економске помоћи Совјетског Савеза до његовог распада 1991.
У 2018. години земља је имала четврти највећи БДП (ППП) по глави становника у југоисточној Азији, после Сингапура, Малезије и Тајланда, а земља је заузела 139. место на Индексу људског развоја (ХДИ), што указује на средњи ниво развоја. Лаос је члан Азијско-пацифичког трговинског споразума, ASEAN, Самита Источне Азије и Франкофонског удружења. Лаос се пријавио за чланство у Светској трговинској организацији 1997. године; дана 2. фебруара 2013. одобрено му је пуно чланство. То је једнопартијска социјалистичка република, која подржава марксизам-лењинизам којим управља Лаошка народна револуционарна странка, а под којим су невладине организације рутински окарактерисале лош статус људских правима у земљи, наводећи понављане злоупотребе, попут мучења, ограничења грађанских слобода, и прогон мањина.

## Историја
Историјски, Лаос се повезује са краљевином Лан Санг, или „Земљом милион слонова“, која је постојала од 14. до 18. века. Познате историјске личности су краљ Закарин, који је био краљ Луанг Прабанга од 1895. до 1904. године, као и краљ Оун Кам који је владао од 1872. до 1887. и од 1889. до 1895. године. Краљ Сисаванг Ватана, који је био последњи краљ Краљевине Лаос, који је владао до 1975. године.
Лаос су крајем 19. века колонизовали Французи и 1893. припојили Француској Индокини. Они су традиционални назив земље Лао променили у Лаос.
Године 1949. Лаос је стекао аутономију, а праву независност стекао је тек новембра 1953.
Од 1953. до 1975. године у Лаосу се водио грађански рат између комунистичког герилског покрета Патет Лао и краљевске владе премијера Суване Фуме. Патет Лао је превасходно помаган од стране Северног Вијетнама, са којим је имао тесну сарадњу. Краљевску владу помагале су САД, чији су оперативци ЦИА-е опскрбљивали краљевску војску оружјем, увежбавали њихове војнике, као и око 30.000 припадника герилске војске народа Хмонг. Победу у овом дугом сукобу однео је Патет Лао.
Лаос је тешко страдао у грађанском рату. Процењује се да је укупан број погинулих био између 20.000 — 70.000 људи.

## Географија

### Положај
Државе са којима се Лаос граничи су: Мјанмар, Камбоџа, Кина, Тајланд и Вијетнам. Површина државе износи 236.800 km².

### Геологија и рељеф
Лаос је земља густих шума и високих планина, са мало висоравни. Река Меконг представља западну границу земље, док су планине Анамског планинског ланца природна граница према Вијетнаму.

### Воде
Најдужа река која протиче кроз територију Лаоса је река Меконг, која представља природну границу са Тајландом.

### Клима
Клима је тропска, монсунска. Кишна сезона је од маја до новембра. Од децембра до априла влада суво и топло време са тропским температурама од преко 35 степени. На планинама, у унутрашњости земље, је свежија и хладнија клима, али никада није испод 22 °C. Велике површине земље (21%) су заштићене као природни резерват.

### Флора и фауна
Лаос је богат биљним и животињским светом. У дивљини живе тигар, слон, разне врсте папагаја итд. Река Меконг је богата рибом, као што је сом. Већи део земље који није култивисан у обрадиво земљиште, прекривен је џунглом.

## Друштво
Припадници етничке групе Лао представљају 60% становништва Лаоса. Они су блиски народу Таи, главној етничкој групи на Тајланду. Остало становништво углавном припада „брђанима“, међу којима су најзначајнији: Хмонг, Јао, и неке тибето-бурманске групе народа. Попис из 1985. идентификовао је 68 етничких група и 820 подгрупа.
Главна религија је тхеравада будизам. Међу планинским племенима чест је анимизам. У земљи постоје мале групе хришћана и муслимана.
Становништво је веома неравномерно распоређено. Већина становништва живи у долини реке Меконг, где су лоцирани сви већи градови. Поред престонице, Вијентијана, други значајнији градови су: Паксе, Саванакет и Луанг Прабанг.
Званични језик је лаоски (или лао), из таи-кадаи језичке групе. Тајландски језик му је доста сличан и већина становника Лаоса га разуме и користи (радници у иностранству, трговина, медији). Француски, језик бивше колонијалне метрополе, све је ређе у употреби, а енглески заузима његово место.

## Привреда
Лаос је једна од ретких преосталих једнопартијских комунистичких држава на свету. Државна власт је 1986. одлучила да допусти приватно предузетништво. Од тада, економија је у значајном расту. Као једна од најсиромашнијих земаља, Лаос има проблема са сивом економијом и нарочито са продајом и шверцом дроге, нарочито хероина .
Први мост преко реке Меконг је отворен у априлу 1994. С обзиром на то да је већина привреде оријентисана на сарадњу са Тајландом, ово је био велики развојни подстицај. Река Меконг је богата рибом, тако да је риболов развијен, тако да Лаос извози речну рибу као сом и шаран.
Око 80% радног становништва ради у пољопривреди. Лаос највише извози гуму од каучука, пиринач, бибер, зачини, шећерну трску, ананас... Остале значајне делатности су рударство и туризам. Сметња развоју је велика емиграција квалификоване радне снаге (одлив мозгова).